# Municipio de Helen
El municipio de Helen (en inglés: Helen Township) es un municipio ubicado en el condado de McLeod en el estado estadounidense de Minnesota. En el año 2010 tenía una población de 863 habitantes y una densidad poblacional de 9,49 personas por km².

## Geografía
El municipio de Helen se encuentra ubicado en las coordenadas 44°45′10″N 94°4′9″O / 44.75278, -94.06917. Según la Oficina del Censo de los Estados Unidos, el municipio tiene una superficie total de 90.92 km², de la cual 90,85 km² corresponden a tierra firme y (0,07 %) 0,07 km² es agua.

## Demografía
Según el censo de 2010, había 863 personas residiendo en el municipio de Helen. La densidad de población era de 9,49 hab./km². De los 863 habitantes, el municipio de Helen estaba compuesto por el 98,15 % blancos, el 0,23 % eran asiáticos, el 1,04 % eran de otras razas y el 0,58 % eran de una mezcla de razas. Del total de la población el 1,39 % eran hispanos o latinos de cualquier raza.